# Macomb (Illinois)
Macomb település az Amerikai Egyesült Államok Illinois államában, McDonough megyében, melynek megyeszékhelye is. Lakosainak száma 15 051 fő (2020. április 1.).

## Népesség
A település népességének változása:

| 2010 | 19 288 |
| 2020 | 15 051 |